# 西方秧鸡

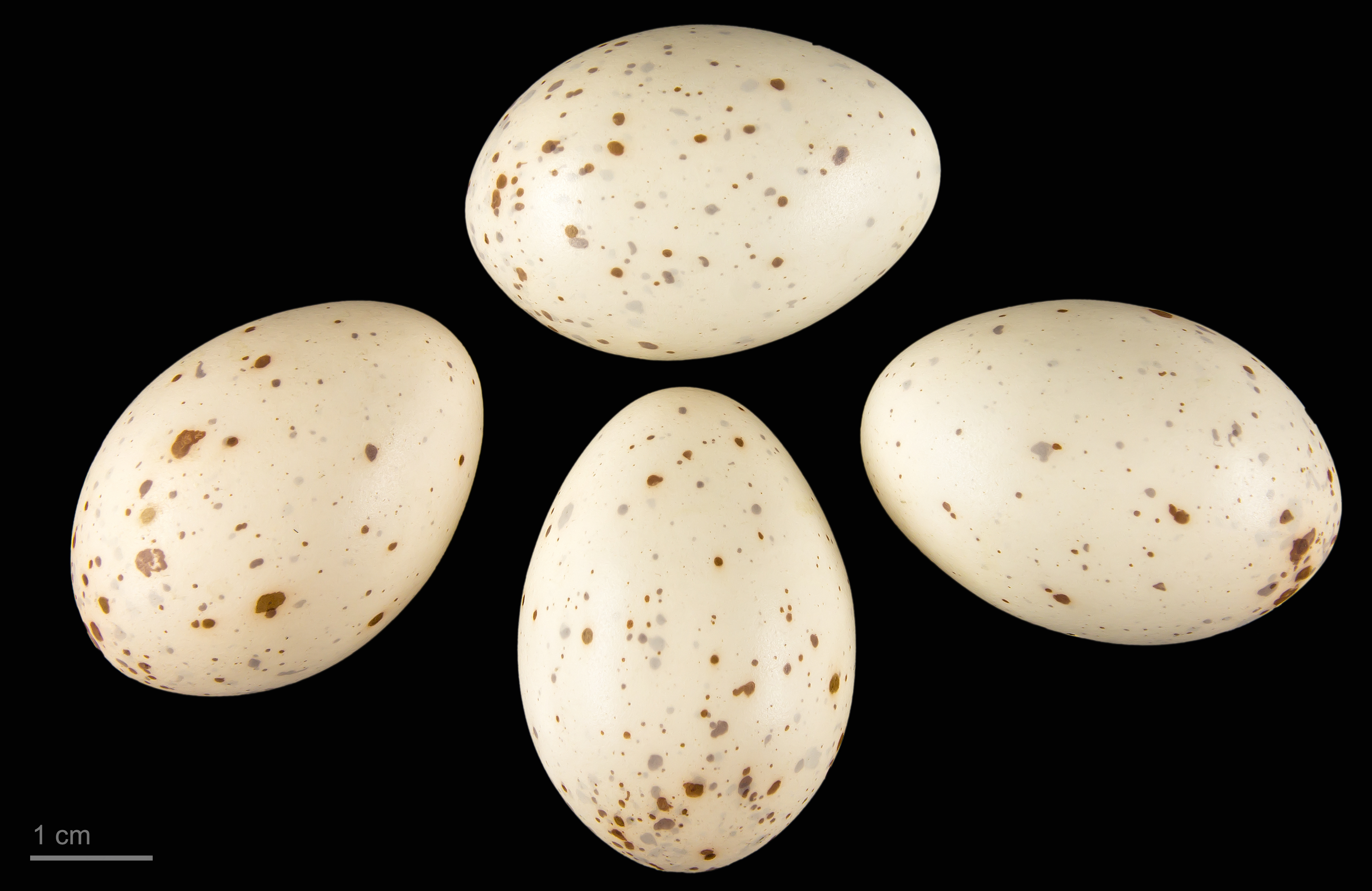
卵 Rallus aquaticus

西方秧鸡（学名：Rallus aquaticus）为秧鸡科秧鸡属的鸟类。该物种的模式产地在英格兰。
近年来研究把西方秧鸡（原普通秧鸡）分为了两个物种，其中把之前的 R. a. indicus 亚种，及也就是主要分布在远东和中南半岛的亚种独立为一个物种。现在中国地区把原物种R. auaticus称为西方秧鸡，把R. indicus称为普通秧鸡。
西方秧雞繁殖於歐洲、亞洲和北非的植被茂密的濕地。北方和東方的族群是遷徙性的，但在較溫暖的繁殖地區，這種物種是常年定居的。成鳥長度為23—28 cm（9—11英寸），與其他秧雞一樣，牠的身體側面扁平，便於穿越牠們棲息的蘆葦灘。牠的上半部主要是棕色，下半部是藍灰色，側面有黑色條紋，腳趾長，尾巴短，喙長且呈紅色。未成熟的鳥類在外觀上與成鳥相似，但牠們的羽毛中的藍灰色部分被淺棕色取代。剛孵化的雛鳥全身黑色，與所有秧雞相同。原亞種R. indicus具有明顯的標記和不同於西部族群的豬般尖叫聲，通常被劃分為一個單獨的物種，稱為東亞秧雞。
西方秧雞在蘆葦灘和其他具有高密度植被的沼澤地區繁殖，牠們利用附近可獲得的植物在水面上方不遠處築巢。淡白色帶有斑點的蛋主要由雌鳥孵化，毛茸茸的雛鳥在19至22天內孵化。雌鳥會保護牠的蛋和幼鳥免受入侵者侵害，或在巢被發現時將它們轉移到其他地方。這種鳥類在第一年後即可繁殖，通常每個繁殖季節能孵育兩窩蛋。西方秧雞是雜食性動物，夏季主要以無脊椎動物為食，冬季則以漿果或植物莖為主。即使在繁殖之後，牠們仍然具有領域性，並且會在冬季積極保衛覓食區域。
這些秧雞易受洪水或冰凍條件、棲地喪失以及哺乳動物和大型鳥類的掠食威脅。外來入侵的美洲水鼬已經消滅了一些島嶼上的族群，但整體而言，該物種分佈範圍廣泛且數量龐大，因此不被認為處於瀕危狀態。

## 分類
秧雞科是一個包含約150個物種的鳥類科。儘管這一群體的起源已經無法追溯，但最大的物種數量和最原始的形態仍然在舊世界發現，這表明這個家族起源於那裡。然而，西方秧雞所屬（秧雞屬（Rallus））的長嘴蘆葦灘專業種群，源自新大陸。其舊世界成員，即西方秧雞、非洲秧雞和馬達加斯加秧雞，構成了一個超種，被認為是由一次跨越大西洋的入侵演化而來的。 基因證據表明，西方秧雞是該屬中與太平洋紋秧雞屬（Gallirallus）秧雞關係最密切的物種，並且是該群體的基群。 西方秧雞首次由卡爾·林奈在1758年其著作《自然系統第十版》中根據其現今的學名描述。 雙名法中的學名是拉丁文中的“西方秧雞”，該名稱早在1676年由英國鳥類學家弗朗西斯·威盧比以及1731年由以利亞撒·阿爾賓所使用。
原亞種R. a. indicus的鳴聲與西方秧雞有很大不同，早期的著作中曾將其視為一個獨立物種。 在帕梅拉·C·拉斯穆森於2005年的著作《南亞鳥類》中，它被重新列為一個完整的物種R. indicus。 這種處理方式得到了認可，並在2010年的《Birds of Malaysia and Singapore》中被採納。 2010年有關分子系統發育的研究進一步支持了R. indicus作為獨立物種的可能性，估計其在約53.4萬年前與西部類型分化開來。

### 化石
最古老的已知化石是來自喀爾巴阡山脈的祖先西方秧雞骨骼，可追溯到上新世（約180-530萬年前）。到晚更新世，化石證據表明，西方秧雞在大約200萬年前已經遍佈於其現今的大部分分佈範圍。 這個物種的化石記錄十分豐富，僅保加利亞就有超過30個記錄，其他許多記錄來自於南歐。 以及中國。 伊維薩島上的一種秧雞伊維薩島秧雞（Rallus eivissensis）比西方秧雞小，但更加結實，飛行能力可能較差。在第四紀，該島缺乏陸生哺乳動物，這種獨特形態的秧雞可能是由其大陸親屬演化而來的。牠大約在16,700至5,300 BC之間，人類抵達該島時滅絕。 現今指名亞種的西方秧雞在伊維薩島上已經成為非常罕見的定居物種。

## 描述

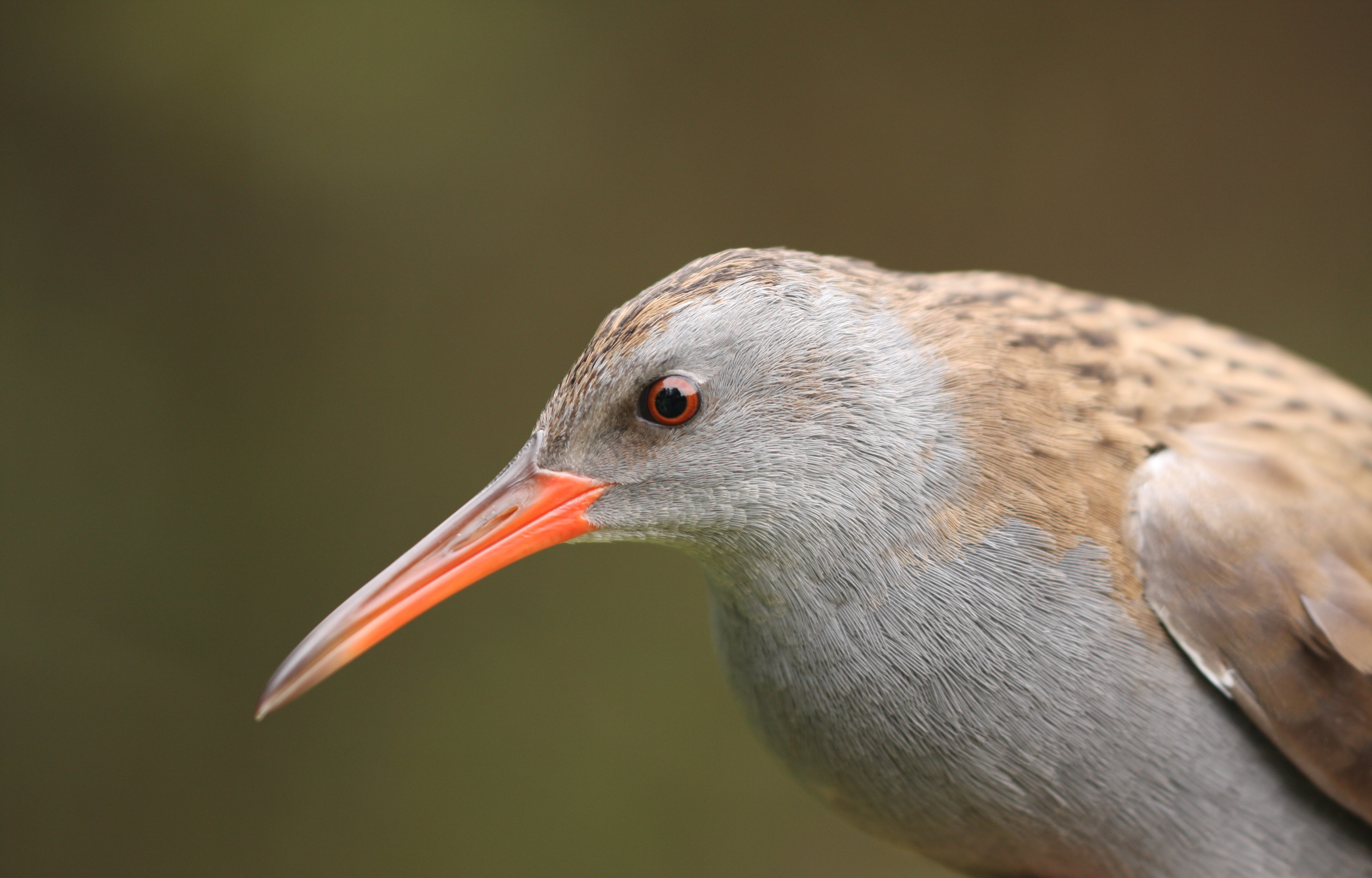
R. a. aquaticus 指名亞種的頭部

指名亞種的成鳥是中型秧雞，體長23—28 cm（9.1—11.0英寸），翼展38—45 cm（15—18英寸）。雄鳥的平均體重為114—164 g（4.0—5.8 oz），雌鳥稍輕，重92—107 g（3.2—3.8 oz）。上半身從額頭到尾部是橄欖褐色，帶有黑色條紋，特別是在肩部。頭部兩側和下半身至上腹部為深板岩藍色，除了喙與眼睛之間的黑色區域以及上胸部兩側的棕色。側腹部有黑白相間的條紋，尾下覆羽為白色並帶有一些較深的條紋。長喙和虹膜呈紅色，腿部為肉棕色。兩性相似，但雌鳥平均稍小，喙也較細，僅通過測量來判斷性別並不可靠。幼鳥具有黑色的頭頂和白色的下巴和喉嚨。下半身為淺棕色或白色，帶有較深的條紋，側腹部的標記是棕色和淺棕色，而不是黑白色。尾下覆羽為淺棕色，眼睛、喙和腿的顏色比成鳥黯淡。剛孵化的雛鳥全身黑色，除了主要為白色的喙外。繁殖後，秧雞會進行大規模的換羽，並且約三周無法飛行。成鳥個體可通過尾下覆羽的標記進行識別，這些標記對每隻鳥都是獨一無二的。成年雄鳥的尾下覆羽黑色條紋最為明顯。有人認為，這種鳥類尾下覆羽的深色條紋是純白尾下覆羽（如開闊水域或群居物種，如白冠雞）的信號功能與避免過於顯眼之間的一種妥協。
西方秧雞的白色尾下覆羽和紅色喙使其容易與大多數其他蘆葦灘中的秧雞區分開來；其喙長略大於頭部的其餘部分（佔總長度的55-58%）並且略微向下彎曲。熱帶亞洲的灰胸秧雞與之相似，但喙較粗壯，頭頂為栗色，上半部帶有白色斑點。幼鳥和剛換羽的西方秧雞可能顯示出類似斑胸秧雞的淺棕色尾下覆羽，但後者的羽毛上有白色斑點，且其喙較短，主要為黃色。西方秧雞的分佈範圍不與其他Rallus物種重疊，但迷鳥可通過閉翅時缺乏棕紅色或栗色區域與其美洲近親區分開來。體型較大的非洲秧雞上半身為無條紋的深褐色，腿和腳則為亮紅色。

### 鳴聲
西方秧雞是一種鳴聲活躍的鳥類，其主要叫聲被稱為“sharming”，全年都能聽到。這是一連串的咕嚕聲，接著是高音調、類似小豬的尖叫聲，最後又是咕嚕聲。這種叫聲用作領土聲、警報和通知。一對成鳥可能會交替發聲，雄鳥發出的聲音較低且速度較慢。求偶時，兩性會發出一種tyick-tyick-tyick聲音，通常以雌鳥的顫音結束；雄鳥可能會持續鳴聲數小時。飛行時的叫聲是一種尖銳的哨音，其他的鳴聲還包括雄鳥展示巢穴位置時發出的響亮反復的嘎吱聲，以及雙親在巢中與雛鳥一起時發出的咕嚕聲。秧雞在建立領地和繁殖季初期鳴聲最為頻繁，甚至可能持續到夜間。雛鳥最初發出微弱的吱吱聲，但很快會發展出一種tyk-tyk-trik乞食叫聲。
當研究人員在夜間播放蘆葦鶯的錄音以吸引該物種進行捕捉時，他們發現西方秧雞和其他濕地鳥類也會降落，即使缺乏合適的棲地，這表明秧雞和其他夜間遷徙鳥類能夠識別蘆葦莺的歌聲，並將其與通常發現的沼澤棲地聯繫起來。

### 亞種

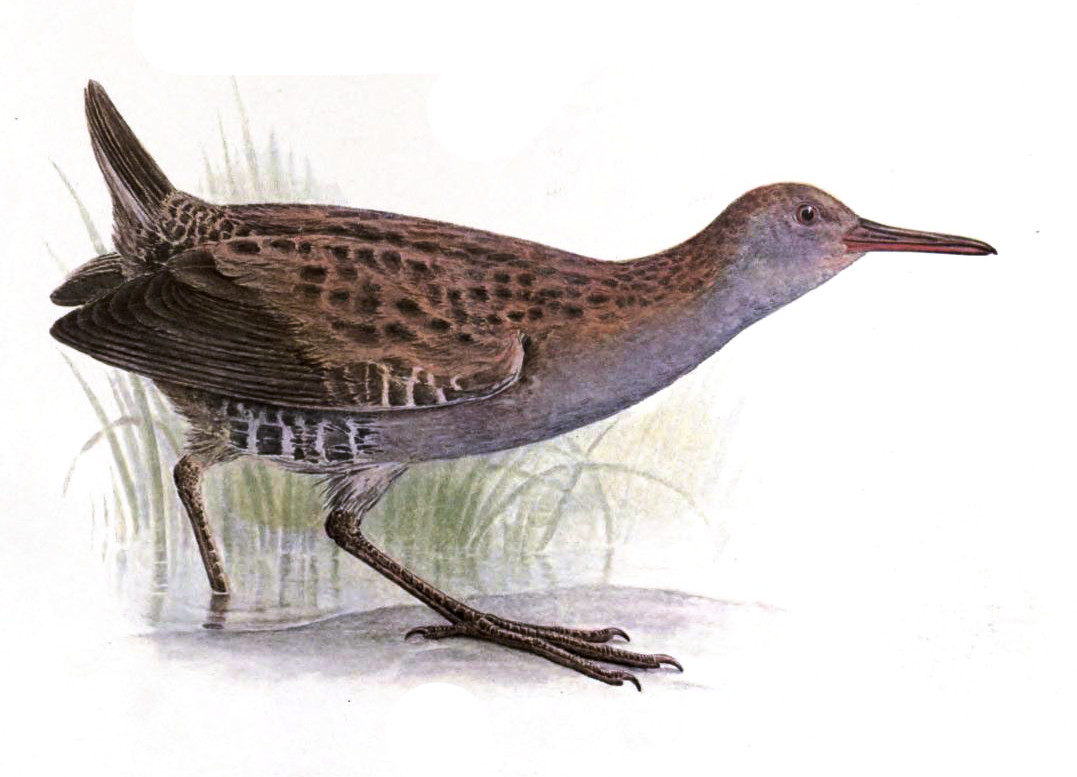
R. a. korejewi

目前已確認有三個亞種。
- R. a. aquaticus Linnaeus, 1758。這是指名亞種，分布在歐洲、北非、土耳其、西亞至裏海和西哈薩克斯坦，以及東至中西伯利亞的一狹窄帶狀區域。[23]
- R. a. hibernans Salomonsen, 1931。冰島種群，上半身比指名亞種稍暖的棕色。側腹部的條紋為深棕色，而非黑色，喙稍短；下半身的灰色可能帶有棕色調。[23]
- R. a. korejewi Zarudny, 1905。（包括可疑的形式deserticolor、tsaidamensis和arjanicus）。該亞種分布於南中亞，從伊朗南部和東部到東中國（有時在北京、上海等地），以及印度次大陸的克什米爾和拉達克地區。該亞種比指名種稍大，上半身為較淺的棕色，下半身則為稍淺的板岩色。它的眼睛上方有一條淡褐色的弱條紋。[23][29] 在中国大陆，分布于新疆、甘肃、青海、四川等地。该物种的模式产地在中亚和伊朗。[30]

其他三個亞種之間的差異似乎是地域漸變，因此可能應該合併為R. a. aquaticus。

## 分布與棲地

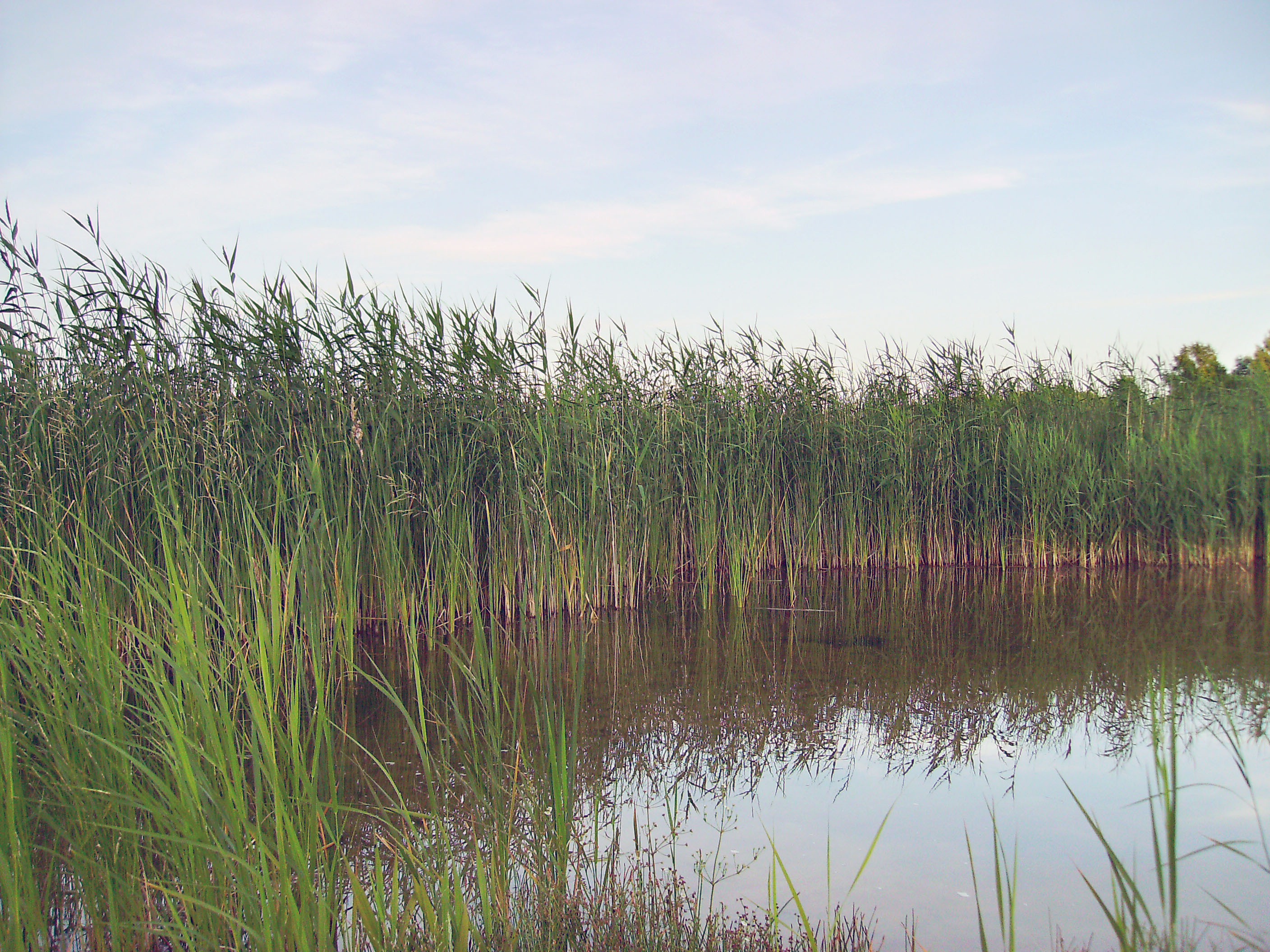
蘆葦是重要的繁殖和越冬棲息地。

西方秧雞的繁殖範圍遍及從冰島和愛爾蘭到北非、沙烏地阿拉伯及中國西部的不連續的溫帶歐亞大陸。其在亞洲的分布情況研究較少。
冰島的西方秧雞種群R. a. hibernans大約在1965年滅絕，原因是濕地的排乾導致棲地喪失，以及外來入侵的美洲水鼬的捕食。
在滅絕之前，至少有部分鳥類全年存在於該島，依賴溫暖的火山溫泉度過最冷的月份，但這一亞種也在冬季出現在法羅群島和愛爾蘭，並在遷徙過程中經過外赫布里底群島，這表明冰島種群是部分遷徙的。指名亞種R. a. aquaticus在其範圍的南部和西部的較溫和地區是留鳥，但在易受嚴冬影響的地區會向南遷徙。它在其繁殖範圍內越冬，也在北非、中東和裏海地區更南部越冬。遷徙高峰期為九月至十月，大多數鳥類在三月至四月中旬返回繁殖地。 一個由理察·梅納茨哈根收集的標記為「俾路支」的標本被認為來源存疑。 R. a. korejewi也是部分遷徙的，其中部分種群在伊拉克和沙烏地阿拉伯東部往東遷徙，越冬於巴基斯坦和北印度至中國西部。
西方秧雞的繁殖棲地為常年存在的濕地，水體靜止或緩慢流動，為淡水或微鹹水，並擁有茂密且高大的植被，其中可能包括蘆葦、香蒲、鳶尾、三角草或莎草。在沿海地區，海菅常見於鹽沼繁殖地，較少鹽鹼的環境中則以莎草和三角草為主。荷蘭和西班牙的一項研究顯示，海菅比其他海洋植物提供了更好的隱蔽效果。與其他地方一樣，鳥巢是由附近可用的植物構築的。 在出現的地方，薹草為良好的繁殖棲地，其高達1.5米（4.9英尺）的密集結構為築巢的秧雞提供了良好的遮蔽。 優選的棲地是蘆葦屬（Phragmites）水中站立的蘆葦叢，水深5—30 cm（2.0—11.8英寸）的泥濘區域適合覓食，並擁有豐富多樣的無脊椎動物物種。鄰近有柳樹或灌木的地點優於大面積的單一棲地。除了自然的淡水或海洋沼澤外，只要有適當的棲地和良好的遮蔽，這種秧雞也可能利用礫石或黏土採掘場及泥炭開採區。它可能出現在稻田或漂浮的島嶼上，在克什米爾地區則出現在被淹的甘蔗田中。 芬蘭的一項研究顯示，影響西方秧雞分布的主要因素是植被覆蓋的範圍，植被最密集的區域擁有最高的密度；鄰近其他沼澤地的存在也是重要因素。然而，溫度、降雨量、海岸線長度和泥炭範圍等因素對某些其他沼澤鳥類重要，但在統計上並不顯著。西方秧雞密度最高的區域也擁有芬蘭三種受威脅物種的最大數量，即大葦鶯、大麻鷺和澤鵟。 北部繁殖地的界限似乎由富營養濕地向較貧瘠、更酸性的水域過渡決定。這導致了蘆葦被以水葡萄為主的更開放的植被類型所取代，這對秧雞來說並不適合。
偶爾會使用更不尋常的地點。蘇格蘭的一對秧雞曾在路邊露天築巢，而當英國一個自然保護區為文須雀設置巢箱（木地板上的蘆葦“維格沃姆”）時，秧雞既在巢箱內也在木地板下築巢，後者有時與棲息在上層的文須雀共同居住。 雖然主要是低地物種，但西方秧雞在阿爾卑斯山高達1,240米（4,070英尺）和亞美尼亞的2,000米（6,600英尺）地區繁殖。 意大利的一項研究表明，蘆葦叢鳥類需要一定面積的濕地才能繁殖，西方秧雞所需的最低面積約為17.092，但最高密度則出現在17.093或更大的沼澤地中。
在遷徙和冬季時，可能會使用更廣泛的濕地棲地，包括被淹沒的灌木叢或蕨類。冰凍條件可能迫使鳥類遷往更開放的地區，如溝渠、垃圾場和花園，甚至暴露於冰面上。 一項威爾士研究表明，冬季的個體領地有所重疊，每隻鳥都使用蘆葦叢的一大部分。在冰凍天氣下，棄巢後，鳥類會返回其原有的範圍。曾記錄到每公頃（6.6英畝）14隻鳥的密度。 冬季在冰島越冬的鳥類依賴溫暖的地熱溪流，並可能通過雪下的隧道進入溪流。當不覓食時，它們可能會躲藏在凝固的熔岩中的洞穴和裂縫中。 這種鳥類有時會遠離其正常分布範圍，並且曾發現迷鳥出現在亞速爾群島、馬德拉群島、茅利塔尼亞、北極、格陵蘭、馬來西亞和越南.

## 行為
這種秧雞是一種隱蔽的物種，其條紋羽毛使其在濕地棲地中難以被察覺。其側向壓縮的身體使其能夠穿過最密集的植被，如果在開闊地帶被驚嚇，會立刻「靜止不動」。 它以高抬步伐行走，但當躲避掩護時會採取蹲伏姿勢。當需要游泳時，它會以秧雞典型的抖動動作游動， 並且會在蘆葦上方低空飛行，長腿懸垂。儘管它們的飛行看起來很弱，但西方秧雞在夜間遷徙期間能夠進行長時間的持續飛行， 並且有時會因撞上燈塔或電線而喪命。 英國繫放的秧雞曾在遠至波蘭、捷克斯洛伐克和瑞典的地方被發現。
這個物種會保護其繁殖和越冬領地。該鳥在繁殖期間會伸長脖子向對方衝鋒，有時一對配偶會一起進攻。在冬季，大型且有明顯標記的雄性占主導地位，這時直接的攻擊行為會被站立踮腳、頭部抽動和喙部猛刺的威嚇行為所取代。

### 繁殖

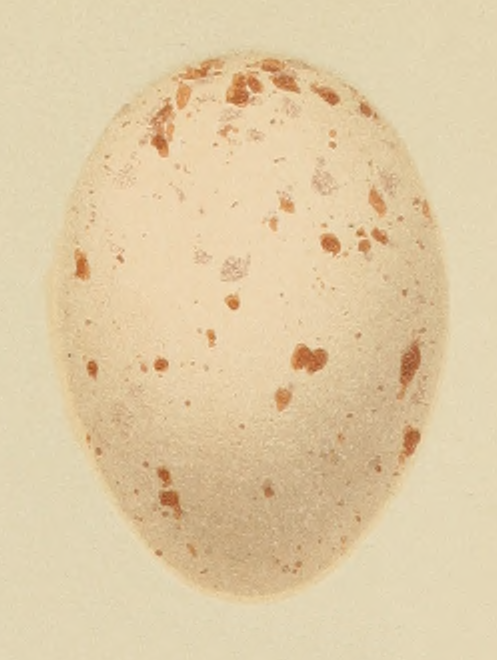
蛋

西方秧雞是單配偶制的，在繁殖時具有高度的領地意識。鳥類在抵達其巢區後配對，或可能在春季遷徙前就已配對。在條件良好的大濕地中，鳥類可能相隔20—50米（22—55 yd）築巢。領地大小各異，但300 m2（360 sq yd）是典型的距離。整個繁殖季節，配偶雙方會發出求偶和聯絡的鳴聲聲。雄鳥選擇巢址，並在向雌鳥展示時背部羽毛豎起、翅膀拱起、尾羽展開，喙垂直向下。這種展示伴隨著響亮的叫聲。交配前，雄鳥會舉起翅膀和尾巴，鞠躬，喙觸碰到胸部。雄鳥在求偶期間會餵食雌鳥，而在孵蛋期間，雌鳥可能會離巢向雄鳥展示，圍繞雄鳥行走，輕聲叫喚，喙輕擦雄鳥，並進行短距離跑動。
巢是用可得的濕地植被搭建的，主要由雄鳥在一天內完成。巢通常高出沼澤水位15 cm（5.9英寸），有時建在樹根塊、樹樁或類似支撐物上。如果沼澤水位上升，巢可能會被建得更高。巢的直徑約為13—16 cm（5.1—6.3英寸），高度約為7 cm（2.8英寸）。巢隱藏得很好，並通過狹窄的小徑進入。
在大部分地區，典型的巢是6至11顆蛋， 但在海拔約1,500米（4,900英尺）的克什米爾地區則較少（5至8顆）。 產卵日期隨地區而異，從西歐和北非的三月下旬到克什米爾的五月下旬和冰島的六月。 繁殖季節早期或晚期的卵巢可能較小。 繁殖季節可因替換或第二次產卵而延長。卵呈鈍圓形，光滑且略有光澤；顏色從乳白色到粉白色不等，主要在寬端有紅棕色斑點， 有時會融合成一大片。 四個亞種的卵大小差異較小，個體卵之間的差異則較大；指名亞種的平均卵大小為36 mm × 26 mm（1.4英寸 × 1.0英寸），這也是整個物種的典型大小。卵重約為13 g（0.46 oz）， 其中7%為蛋殼。
親鳥雌雄皆會孵蛋，儘管雌鳥承擔了較大的責任。 孵化期為19至22天， 成功率至少為87%。 另一個成鳥會將食物帶到巢中並交給坐在巢中的成鳥，後者則餵食雛鳥。這些早熟性的雛鳥在孵化後兩天內會離巢，但仍由父母餵養，儘管雛鳥在五天後也會自行尋找一些食物。 雛鳥在20至30天後脫離父母， 並在7至9週大時可以飛翔。 如果巢似乎已被發現，雌鳥可能會將雛鳥或蛋一個一個地搬到其他地方；蛋由喙叼著， 小雛鳥則可能被藏在翅膀下。 坐在巢中的鳥類可能會在被接近時仍然留在蛋上，攻擊入侵者，或假裝受傷以分散注意力。 西方秧雞在一歲後即可繁殖，通常會養育兩窩。
雛鳥離巢後的平均存活期估計在17至20個月之間，前三年的年存活率略低於50%，此後則有所提高。 最長記錄壽命為8年10個月。

### 覓食

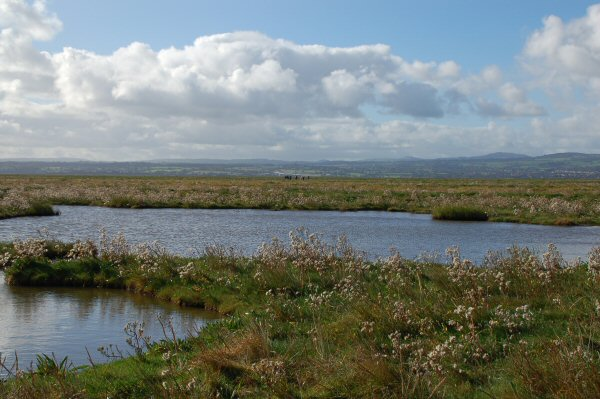
柴郡Parkgate 的沼澤在冬季可能棲息數百隻秧雞.

西方秧雞是雜食性的，儘管它們主要以動物為食。這些動物包括水蛭、蠕蟲、腹足綱、小型甲殼類動物、蜘蛛，以及各類陸生和水生昆蟲及其幼蟲。小型脊椎動物如兩棲動物、魚、鳥和哺乳動物可能會被殺死或作為腐肉食用。脊椎動物會被喙刺擊以斷其脊髓。植物性食物，包括水生植物的芽、花、嫩枝和種子、漿果和果實，在秋冬季食用較多。 在南亞，有時會食用稻穀（收穫的稻米核）。 幼年西方秧雞主要以昆蟲和蜘蛛為食。從陸地或泥中獲得的食物通常在食用前會在水中清洗。 雨後，西方秧雞可能會在軟土中探查蚯蚓。 這個物種有時會在開闊地帶覓食，即使不是因為寒冷天氣被迫這樣做；埃德蒙·米德-瓦爾多曾描述七隻西方秧雞在一片開闊的草地上覓食。 儘管西方秧雞本性隱蔽，但在被餵食動物性食物如生肉或蚯蚓時，它似乎在圈養中表現良好； 一隻西方秧雞曾被訓練成跳躍以取下垂在釣魚竿上的蚯蚓。
西方秧雞在覓食時會遵循固定路線，並頻繁返回獵物豐富的區域。這些秧雞是多才多藝且機會主義的覓食者。它們會跳起來從植物上取食昆蟲，攀爬以尋找漿果，或將蘋果從樹上震落以便在地面上食用。 它們會通過刺擊或淹死來殺死鳥類，尤其是那些逃生能力受到限制的鳥類。曾有記錄顯示，西方秧雞在鳥舍中殺死過一隻歐金翅雀和一隻小鵪鶉，以及陷入鳥繫放員的霧網中的小鳥。一隻西方秧雞在赫利戈蘭陷阱中殺死了一隻與其一起被困的黃嘴朱頂雀。 它們也是巢穴掠食者，尤其是以蘆葦中築巢的小鳥如大苇莺為主。 西方秧雞可能會保護冬季的覓食領地，儘管這比繁殖時的領地要小，個體之間可能相距不到10米（11 yd）； 在一些受歡迎的地點，可能會有數百隻鳥聚集。 繁殖季節以外的攻擊行為可能會延伸至對其他沼澤秧雞如斑胸秧雞和小秧雞的攻擊。

## 掠食者與寄生蟲

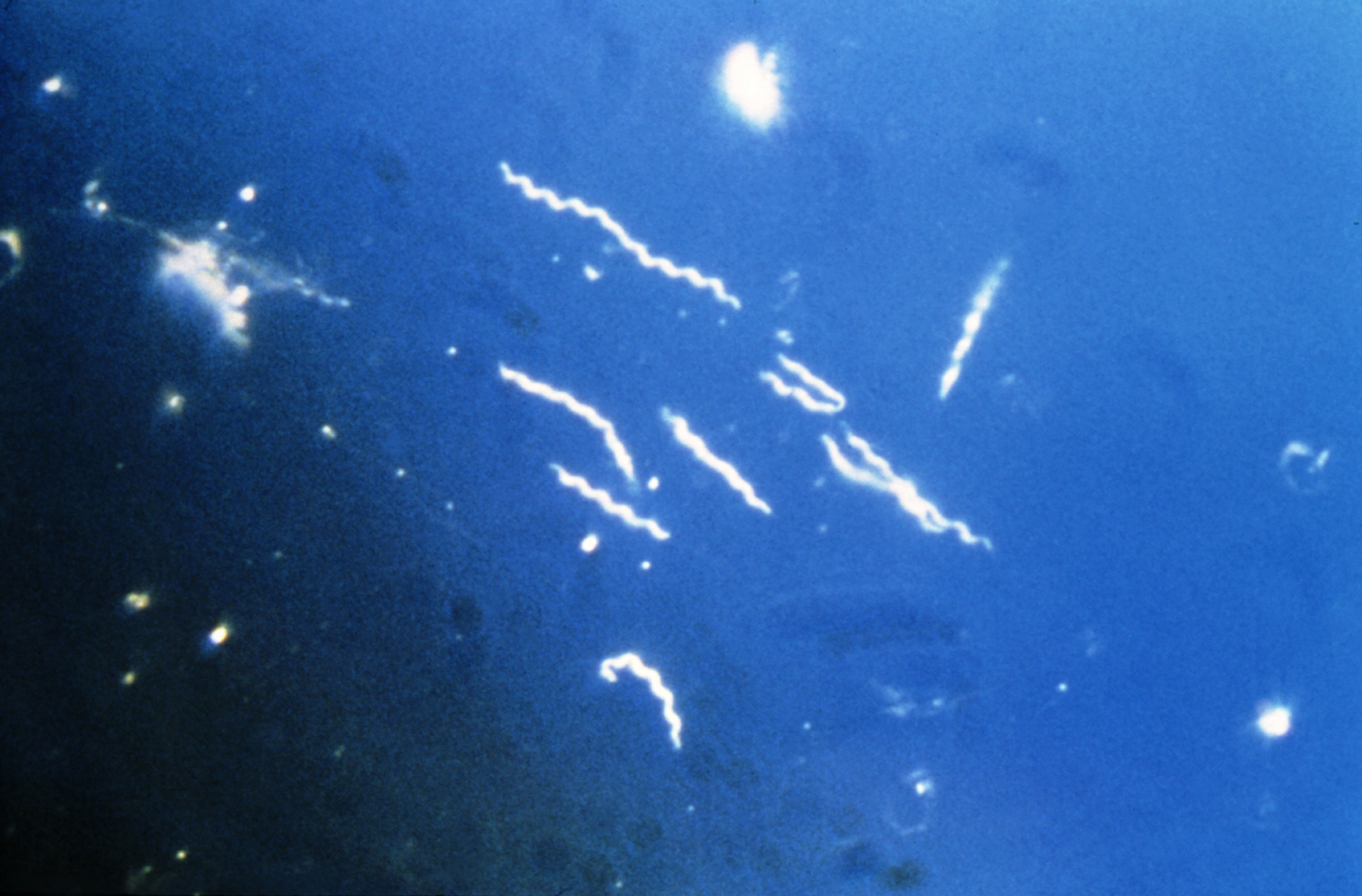
暗場顯微鏡下的螺旋體 伯氏疏螺旋體. 秧雞可能會感染這種細菌，這種細菌可以透過蜱蟲叮咬傳播給人類，導致萊姆病

西方秧雞的掠食者包括多種哺乳動物和大型鳥類。美洲貂是冰島西方秧雞滅絕的部分原因， 貓和狗也曾有記錄殺死過這個物種。 至少在某些地區，歐亞水獺也會吃秧雞和其他水鳥。 另一種蘆葦叢中的鳥類大麻鷺會吃秧雞， 就像蒼鷺一樣。 當非常高的潮汐迫使西方秧雞離開蘆葦叢時，它們特別容易受到鷺的攻擊。 專門捕食濕地的澤鵟是常見的掠食者， 但更不尋常的是，西方秧雞曾被記錄為灰林鴞、 短耳鴞、 雕鴞、 花鵰、 紅隼、 和夜間捕獵的遊隼的獵物。
寄生蟲包括吸蝨Nirmus cuspidiculus 和Pediculus ralli、蜱蟲Ixodes frontalis、 以及虱蠅Ornithomyia avicularia。 西方秧雞可能會感染禽流感病毒， 以及由蜱蟲攜帶的細菌Borrelia burgdorferi，這也是導致萊姆病的人類病原體。 2005年，在法羅群島發現的死西方秧雞身上發現了三種蝨Fulicoffula rallina、Pseudomenopon scopulacorne 和Rallicola cuspidatus，這些蝨類都是該群島上未曾發現過的物種。 在一隻西方秧雞的鼻腔竇中發現了一種寄生扁蟲Ophthalmophagus nasciola， 至少三種羽蟎已被發現存在於羽毛上。 蝨Philopterus ralli 和線蟲Strongyloides avium 曾被發現在與之密切相關的東亞秧雞R. a. indicus上。

## 現狀

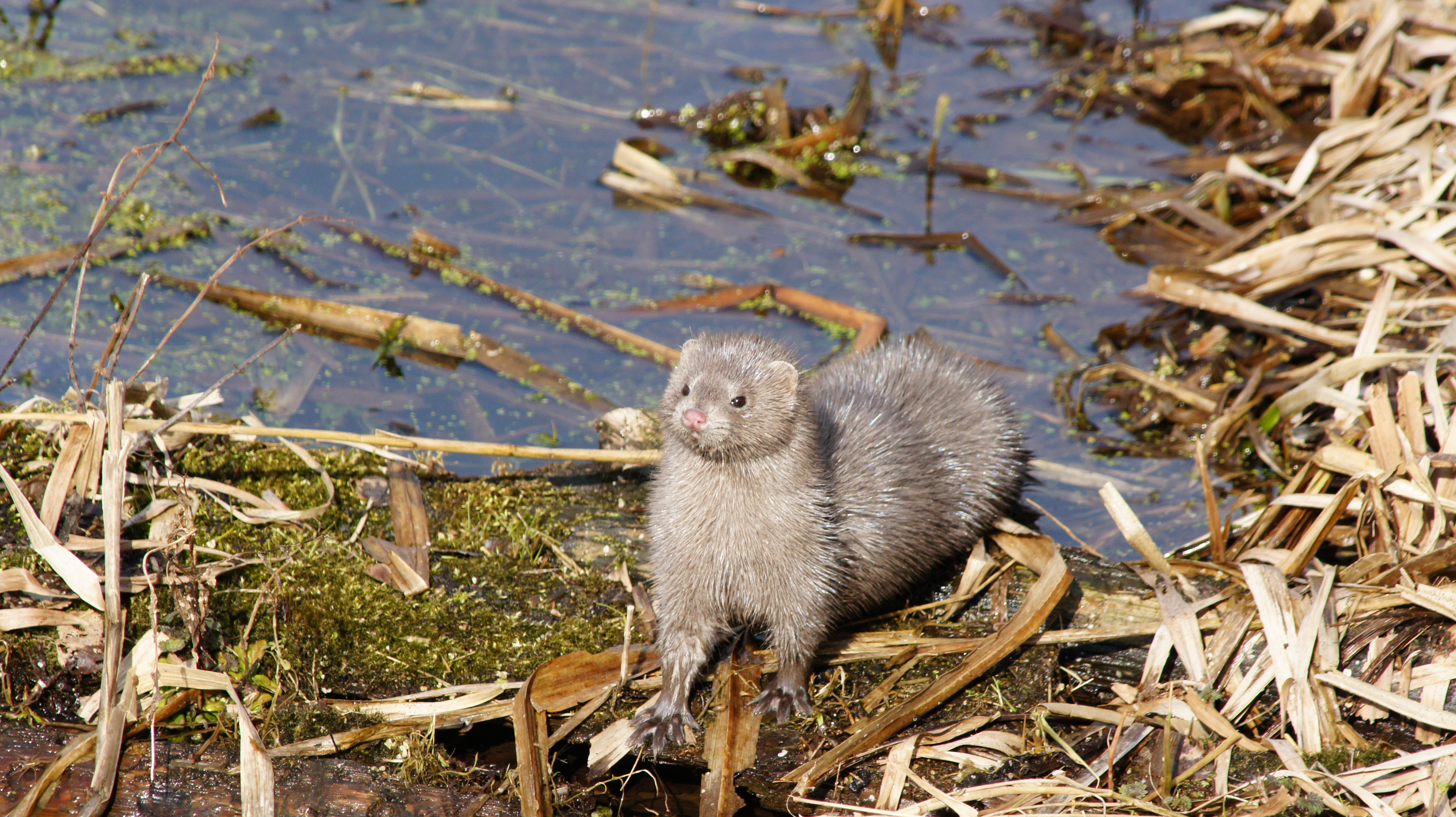
引入的掠食者，例如美洲水鼬，導致秧雞和其他在地面築巢的鳥類數量顯著下降。

西方秧雞的數量正在下降，但它擁有10萬至100萬隻成年個體的大型族群，以及估計為15,600,000 km2（6,000,000 sq mi）的廣大繁殖範圍，因此在IUCN紅色名錄中被歸類為無危物種。 在大多數歐洲國家，由於棲地喪失，西方秧雞的數量要麼穩定，要麼略有下降。西方秧雞的分布範圍和數量在摩洛哥正在增加，繁殖範圍最遠達到蘇斯-馬薩國家公園。 亞洲分布範圍的情況知之甚少，但korejewi 在巴基斯坦和克什米爾是常見的繁殖亞種。
外來掠食者對於脆弱的島嶼族群構成威脅。除了冰島亞種的局部滅絕外，美洲貂還導致了赫布里底群島西方秧雞和其他地面築巢鳥類數量的顯著下降。在那裡，主要以魚類為食的水獺是唯一的本地食肉動物。美洲貂來源於毛皮農場的路易斯島， 它們從那裡擴散到哈里斯島、北尤伊斯特島和南尤伊斯特島。 美洲貂和雪貂的根除計劃使西方秧雞得以回歸到包括路易斯島和哈里斯島在內的島嶼， 進一步的項目正在蘇格蘭本土進行或計劃中。 當地的棲地可能因沼澤排水、河流的渠化、城市侵佔 和污染而受到影響。
數千年來，西方秧雞一直被人類食用； 它們曾被古羅馬人食用， 並且在龐貝的壁畫中有描繪， 這種消費行為從中世紀一直延續到現代。